# Rhagodes persica
Espèce
Rhagodes persica est une espèce de solifuges de la famille des Rhagodidae.

## Distribution
Cette espèce est endémique d'Iran.

## Description
La femelle holotype mesure 48 mm.

## Étymologie
Son nom d'espèce lui a été donné en référence au lieu de sa découverte, la Perse.

## Publication originale
- Kraepelin, 1899 : Zur systematik der Solifugen. Mitteilungen aus dem Naturhistorischen Museum in Hamburg, vol. 16, p. 197-259 (texte intégral).